# Aldo Tarlao
Aldo Tarlao   (Grado, 26 de març de 1926 - Trieste, 12 de març de 2018) fou un remer italià que va competir durant les dècades de 1940 i 1950.
El 1948 va prendre part en els Jocs Olímpics de Londres on, fent equip amb Giovanni Steffè i Alberto Radi, guanyà la medalla de plata en la prova de dos amb timoner del programa de rem. Quatre anys més tard, als Jocs de Hèlsinki, fou quart en la mateixa prova del programa de rem.
En el seu palmarès també destaquen quatre medalles al Campionat d'Europa de rem, tres d'or (1949, 1950 i 1951) i una de plata (1947).